# Sala Al Yadida
Sala Al-Yadida o Sala Al-Jadida (en árabe: سلا الجديدة‎), traducido como la Nueva Salé o New Salé, es una ciudad de Marruecos, situada al sur de Salé, de la que toma su nombre.
Forma parte del distrito o arrondissement de Ahssaine, gobernado desde 2021 por Mohamed Benatia (محمد بنعطية‎).

## Toponimia
Después de que el rey Hasán II ordenase comenzar las obras para construir una nueva ciudad cerca de Rabat y de Salé, fue necesario dar un nombre adecuado a esta ciudad, por lo que se decidió llamarla Sala Al-Yadida puesto que se encuentra en el perímetro del municipio urbano de Salé, además de estar situada en la orilla norte del Bu Regreg.

## Technopolis
La zona industrial Technopolis es un polo tecnológico marroquí ubicado al este de las áreas residenciales de la ciudad. Puesta en marcha en abril de 2007, la primera fase de 107 hectáreas fue inaugurada por el rey Mohamed VI el 11 de octubre de 2008. Una segunda entrega aumentará el área total a 300 hectáreas.
Objetivos
Technopolis es la materialización de la nueva vocación de la capital por el sector de las nuevas tecnologías. Como parte del programa gubernamental para el desarrollo sectorial Emergence, este proyecto está guiado por el deseo del país de afirmar su lugar en el sector industrial y del conocimiento, al igual que con establecimiento de la Universidad Internacional de Rabat.

## Educación
Enseñanza superior:
- Universidad Internacional de Rabat
- Facultad de Ciencias Jurídicas, Económicas y Sociales de la Sala Al-Yadida

Formación profesional:
- Instituto Especializado de Tecnología Aplicada

Instituciones educativas:
- Lycée Allal El Fassi

- Lycée Hassan II

- Lycée Mohamed VI

- Lycée Abi Chouaib Doukali

- Collège Allal Ben abdellah

- Collège Maghreb Al Arabi

- Collège Reda Slaoui

- Collège Abdellah Guenoun

- Collège Mohamed Beliamani

- Escuela Sidi Ben Acher

- Escuela Sidi Abdellah Ben Hassoun

- Escuela Abdallah Sbihi

- Escuela 11 Janvier

- Escuela Sadiq Bellarbi

- Escuela Omar Ben Abdelaaziz

- Lycée Mohamed El Barroudi
- Escuela Touria SEKKAT

- Complejo Escolar Khalil Abdelhafid
- Grupo Escolar Les Nobles
- Institut El Fariss, preescolar y primaria